# .com

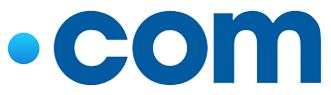

.com은 commercial의 준말로, 인터넷 DNS에서 쓰이는 일반 최상위 도메인 (gTLD)이다. 1985년 1월에 설립된 초기 최상위 도메인 (TLDs)의 하나였으며, 최대의 일반 최상위 도메인이 되었다.
상업 조직이 등록한 하위 도메인에 대한 원래 의도된 목적이다. 나중에 도메인은 범용 목적으로 개방되었다.
이 도메인은 원래 미국 국방부에서 관리했지만 현재는 베리사인에서 운영하고 있으며 여전히 미국 법률의 궁극적인 관할권에 속한다. 또한 .com 도메인은 미국 기업에서 보다 구체적인 .us 도메인보다 더 일반적으로 사용된다. .com 도메인의 베리사인 등록은 ICANN이 인가한 등록 기관을 통해 처리된다. 이 등록 기관은 국제화된 도메인 이름을 허용한다.
이 도메인은 1985년 1월 도메인 이름 시스템이 구현되었을 때 인터넷의 초창기 TLD 중 하나였으며 다른 TLD는 edu, gov, mil, net, org 및 int가 있었다. 최대 규모의 최상위 도메인으로 성장했으며, 1990년대 후반 인터넷 관련 개념과 기업에 대한 과도한 추측으로 인해 사용 및 채택이 급속히 증가했던 닷컴 버블 시대에 그 이름을 빌려주었다. 2001년까지 이는 주식 시장의 거품과 회사 가치 평가 및 주가의 붕괴로 이어졌다.

## 가장 오래된 .com 도메인 종류
가장 오래된 100 대 .com 등록 도메인은 다음과 같다 :
| 순위 | 만든 날짜         | 도메인 이름   |
| ---- | ----------------- | ------------- |
| 1    | 3월 15일, 1985년  | symbolics.com |
| 2    | 4월 24일, 1985년  | BBN.com       |
| 3    | 5월 24일, 1985년  | think.com     |
| 4    | 7월 11일, 1985년  | MCC.com       |
| 5    | 9월 30일, 1985년  | DEC.com       |
| 6    | 11월 7일, 1985년  | northrop.com  |
| 7    | 1월 9일, 1986년   | xerox.com     |
| 8    | 1월 17일, 1986년  | SRI.com       |
| 9    | 3월 3일, 1986년   | HP.com        |
| 10   | 3월 5일, 1986년   | bellcore.com  |
| 11   | 3월 19일, 1986년  | IBM.com       |
| 11   | 3월 19일, 1986년  | sun.com       |
| 13   | 3월 25일, 1986년  | intel.com     |
| 13   | 3월 25일, 1986년  | TI.com        |
| 15   | 4월 25일, 1986년  | ATT.com       |
| 16   | 5월 8일, 1986년   | GMR.com       |
| 16   | 5월 8일, 1986년   | tek.com       |
| 18   | 7월 10일, 1986년  | FMC.com       |
| 18   | 7월 10일, 1986년  | UB.com        |
| 20   | 8월 5일, 1986년   | bell-atl.com  |
| 20   | 8월 5일, 1986년   | GE.com        |
| 20   | 8월 5일, 1986년   | grebyn.com    |
| 20   | 8월 5일, 1986년   | ISC.com       |
| 20   | 8월 5일, 1986년   | NSC.com       |
| 26   | 9월 2일, 1986년   | boeing.com    |
| 27   | 9월 18일, 1986년  | ITCorp.com    |
| 28   | 9월 29일, 1986년  | siemens.com   |
| 29   | 10월 18일, 1986년 | pyramid.com   |
| 30   | 10월 27일, 1986년 | alphaDC.com   |
| 30   | 10월 27일, 1986년 | BDM.com       |
| 30   | 10월 27일, 1986년 | fluke.com     |
| 30   | 10월 27일, 1986년 | inmet.com     |
| 30   | 10월 27일, 1986년 | kesmai.com    |
| 30   | 10월 27일, 1986년 | mentor.com    |
| 30   | 10월 27일, 1986년 | NEC.com       |
| 30   | 10월 27일, 1986년 | ray.com       |
| 30   | 10월 27일, 1986년 | rosemount.com |
| 30   | 10월 27일, 1986년 | vortex.com    |
| 40   | 11월 5일, 1986년  | alcoa.com     |
| 40   | 11월 5일, 1986년  | GTE.com       |
| 42   | 11월 17일, 1986년 | adobe.com     |
| 42   | 11월 17일, 1986년 | AMD.com       |
| 42   | 11월 17일, 1986년 | DAS.com       |
| 42   | 11월 17일, 1986년 | data-IO.com   |
| 42   | 11월 17일, 1986년 | octopus.com   |
| 42   | 11월 17일, 1986년 | portal.com    |
| 42   | 11월 17일, 1986년 | teltone.com   |
| 50   | 12월 11일, 1986년 | 3Com.com      |
| 50   | 12월 11일, 1986년 | amdahl.com    |

| 순위 | 만든 날짜         | 도메인 이름    |
| ---- | ----------------- | -------------- |
| 50   | 12월 11일, 1986년 | CCUR.com       |
| 50   | 12월 11일, 1986년 | CI.com         |
| 50   | 12월 11일, 1986년 | convergent.com |
| 50   | 12월 11일, 1986년 | DG.com         |
| 50   | 12월 11일, 1986년 | peregrine.com  |
| 50   | 12월 11일, 1986년 | quad.com       |
| 50   | 12월 11일, 1986년 | SQ.com         |
| 50   | 12월 11일, 1986년 | tandy.com      |
| 50   | 12월 11일, 1986년 | TTI.com        |
| 50   | 12월 11일, 1986년 | unisys.com     |
| 61   | 1월 19일, 1987년  | CGI.com        |
| 61   | 1월 19일, 1987년  | CTS.com        |
| 61   | 1월 19일, 1987년  | SPDCC.com      |
| 64   | 2월 19일, 1987년  | apple.com      |
| 65   | 3월 4일, 1987년   | NMA.com        |
| 65   | 3월 4일, 1987년   | prime.com      |
| 67   | 4월 4일, 1987년   | philips.com    |
| 68   | 4월 23일, 1987년  | datacube.com   |
| 68   | 4월 23일, 1987년  | KAI.com        |
| 68   | 4월 23일, 1987년  | TIC.com        |
| 68   | 4월 23일, 1987년  | vine.com       |
| 72   | 4월 30일, 1987년  | NCR.com        |
| 73   | 5월 14일, 1987년  | cisco.com      |
| 73   | 5월 14일, 1987년  | RDL.com        |
| 75   | 5월 20일, 1987년  | SLB.com        |
| 76   | 5월 27일, 1987년  | parcplace.com  |
| 76   | 5월 27일, 1987년  | UTC.com        |
| 78   | 6월 26일, 1987년  | IDE.com        |
| 79   | 7월 9일, 1987년   | TRW.com        |
| 80   | 7월 13일, 1987년  | unipress.com   |
| 81   | 7월 27일, 1987년  | dupont.com     |
| 81   | 7월 27일, 1987년  | lockheed.com   |
| 83   | 7월 28일, 1987년  | rosetta.com    |
| 84   | 8월 18일, 1987년  | toad.com       |
| 85   | 8월 31일, 1987년  | quick.com      |
| 86   | 9월 3일, 1987년   | allied.com     |
| 86   | 9월 3일, 1987년   | DSC.com        |
| 86   | 9월 3일, 1987년   | SCO.com        |
| 89   | 9월 22일, 1987년  | gene.com       |
| 89   | 9월 22일, 1987년  | KCCS.com       |
| 89   | 9월 22일, 1987년  | spectra.com    |
| 89   | 9월 22일, 1987년  | WLK.com        |
| 93   | 9월 30일, 1987년  | mentat.com     |
| 94   | 10월 14일, 1987년 | WYSE.com       |
| 95   | 11월 2일, 1987년  | CFG.com        |
| 96   | 11월 9일, 1987년  | marble.com     |
| 97   | 11월 16일, 1987년 | cayman.com     |
| 97   | 11월 16일, 1987년 | entity.com     |
| 99   | 11월 24일, 1987년 | KSR.com        |
| 100  | 11월 30일, 1987년 | NYNEXST.com    |